# قائمة إصدارات الطوابع في أوكرانيا لسنة 1993

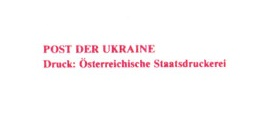
علامة مكتب الطباعة الحكومي النمساوي، كما ظهرت على أطراف صحيفة الطوابع للطابع رقم 40

طوابع بريد أوكرانيا (1993) — قائمة طوابع البريد التي طرحتها خدمة البريد الأوكراني للتداول في عام 1993 .
في الفترة من 15 فبراير إلى 18 ديسمبر 1993، تم إصدار 16 طابعًا بريديًا، بما في ذلك عشرة طوابع تذكارية وستة طوابع قياسية من الإصدار الثاني. غطى موضوع الطوابع التذكارية ذكرى الشخصيات الثقافية البارزة والتواريخ الهامة والأحداث الأخرى. وقد دمجت أربعة طوابع تذكارية في سلسلتين: "الشعارات القديمة لأراضي أوكرانيا" و"الذكرى السنوية الخامسة والسبعين للرحلة البريدية الدولية الأولى فيينا-كراكوف-لفيف-كييف". أدخلت الطوابع إلى التداول ذات الفئات 3 ؛ 5؛ 15؛ 35؛ 50؛ 75؛ 100؛ 150؛ 200؛ 300 و 500 قسيمة كاربوفانتسيف.
طبعت الطوابع البريدية رقم 35-41 بالتنسيق مع مكتب الطباعة الحكومي النمساوي، بينما طبعت الطوابع رقم 42-50 في دار غوزناك للطباعة في موسكو (روسيا).

## قائمة الطوابع التذكارية
يتوافق ترتيب العناصر في الجدول مع الرقم الموجود في كتالوج طوابع أوكرانيا على الموقع الرسمي للبريد الأوكراني ((بالأوكرانية: КМД УДППЗ «Укрпошта»)), أرقام الكتالوج موجودة بين قوسين «دليل ميشيل للطوابع».
| تسلسل الكتلوج    | الصورة | الوصف والمصدر | القيمة             | تاريخ طرحها للتداول | كيمة الإصدار | المصمم                    |
| ---------------- | ------ | --- | ------------------ | ------------------- | ------------ | ------------------------- |
| رقم 35 (Mi #95)  |        | شعارات النبالة القديمة لأراضي أوكرانيا: مقاطعة لفيف                                                              | 3,00 كاربوفانيتس   | 15 فبراير 1993      | 1٬000٬000    | سنارسكي                   |
| رقم 36 (Mi #96)  |        | شعارات النبالة القديمة لأراضي أوكرانيا: منطقة كييف                                                               | 5,00 كاربوفانيتس   | 15 فبراير 1993      | 1٬000٬000    | سنارسكي                   |
| رقم 37 (Mi #97)  |        | البطريرك الكاردينال يوسيف سليبي (1892—1984)                                                                      | 15,00 كاربوفانيتس  | 17 فبراير 1993      | 200٬000      | بيشكر، زاريتسكي           |
| رقم 38 (Mi #98)  |        | 75 عامًا على أول رحلة بريدية دولية فيينا-كراكوف-لفيف-كييف. طائرة هانزا براندنبورغ إس»                             | 35,00 كاربوفانيتس  | 31 مارس 1993        | 200٬000      | بيشكر                     |
| رقم 39 (Mi #99)  |        | 75 عامًا على أول رحلة بريدية دولية فيينا-كراكوف-لفيف-كييف. طائرة «بوينغ 737–400» الخطوط الجوية الدولية الأوكرانية | 50,00 كاربوفانيتس  | 31 مارس 1993        | 200٬000      | بيشكر                     |
| رقم 40 (Mi #100) |        | مناسبة عيد القيامة!                                                                                              | 15,00 كاربوفانيتس  | 18 أبريل 1993       | 200٬000      | فاسيلي إيفانوفيتش دفورنيك |
| رقم 41 (Mi #101) |        | الذكرى السنوية الأربعون للإعلان العالمي لحقوق الإنسان                                                            | 5,00 كاربوفانيتس   | 11 يونيو 1993       | 210٬000      | فاسيلي إيفانوفيتش دفورنيك |
| رقم 42 (Mi #102) |        | الذكرى الستون للمجاعة الكبرى في أوكرانيا                                                                         | 75,00 كاربوفانيتس  | 12 سبتمبر 1993      | 1٬000٬000    | بيريفالسكي                |
| رقم 43 (Mi #103) |        | 75 عامًا على صدور أول طابع بريدي أوكراني. يوم الطوابع البريدية                                                    | 100,00 كاربوفانيتس | 9 أكتوبر 1993       | 1٬000٬000    | يوري غريغوريفيتش لوغفين   |
| رقم 44 (Mi #104) |        | 50 عامًا على تحرير كييف من الغزاة الفاشيين                                                                        | 75,00 كاربوفانيتس  | 6 نوفمبر 1993       | 1٬000٬000    | بيلييف                    |

## الإصدار الثاني من الطوابع الدائمة (1993—1994)
كان الإصدار الثاني من الطوابع القياسية لأوكرانيا المستقلة (1993-1994) ممثلاً في طوابع بريدية من فئات 50 و100 و150 و200 و300 و500 قسيمة كاربوفانيتس.
يتوافق ترتيب العناصر في الجدول مع الرقم الموجود في كتالوج طوابع أوكرانيا على الموقع الرسمي للبريد الأوكراني ((بالأوكرانية: КМД УДППЗ «Укрпошта»)), أرقام الكتالوج موجودة بين قوسين «دليل ميشيل للطوابع».
| تسلسل الكتلوج    | الصورة | الوصف والمصدر                                                                                   | القيمة             | تاريخ طرحها للتداول | كيمة الإصدار | المصمم                  |
| ---------------- | ------ | ----------------------------------------------------------------------------------------------- | ------------------ | ------------------- | ------------ | ----------------------- |
| رقم 45 (Mi #105) |        | قصة إثنوغرافية "أوكرانيا القديمة": جزازات العشب في شمال بوكوفينا                                | 50,00 كاربوفانيتس  | 18 ديسمبر 1993      | 40٬500٬000   | يوري غريغوريفيتش لوغفين |
| رقم 46 (Mi #106) |        | قصة إثنوغرافية "أوكرانيا القديمة": شوماك من سلوبودان على الطريق من شبه جزيرة القرم              | 100,00 كاربوفانيتس | 18 ديسمبر 1993      | 40٬450٬000   | يوري غريغوريفيتش لوغفين |
| رقم 47 (Mi #107) |        | قصة إثنوغرافية "أوكرانيا القديمة": راعي مع قطيع من الأغنام في جنوب أوكرانيا - في محافظة تاوريدا | 150,00 كاربوفانيتس | 18 ديسمبر 1993      | 40٬850٬000   | يوري غريغوريفيتش لوغفين |
| رقم 48 (Mi #108) |        | قصة إثنوغرافية "أوكرانيا القديمة": حصادات في مقاطعة تشيركاسي                                    | 200,00 كاربوفانيتس | 18 ديسمبر 1993      | 10٬225٬000   | يوري غريغوريفيتش لوغفين |
| رقم 49 (Mi #109) |        | قصة إثنوغرافية "أوكرانيا القديمة": راعي مع قطيع من الأغنام في جنوب أوكرانيا - في تافريا         | 300,00 كاربوفانيتس | 18 ديسمبر 1993      | 10٬325٬000   | يوري غريغوريفيتش لوغفين |
| رقم 50 (Mi #110) |        | قصة إثنوغرافية "أوكرانيا القديمة": حصادات في مقاطعة تشيركاسي                                    | 500,00 كاربوفانيتس | 18 ديسمبر 1993      | 10٬375٬000   | يوري غريغوريفيتش لوغفين |